# Rudolf von Neuenburg

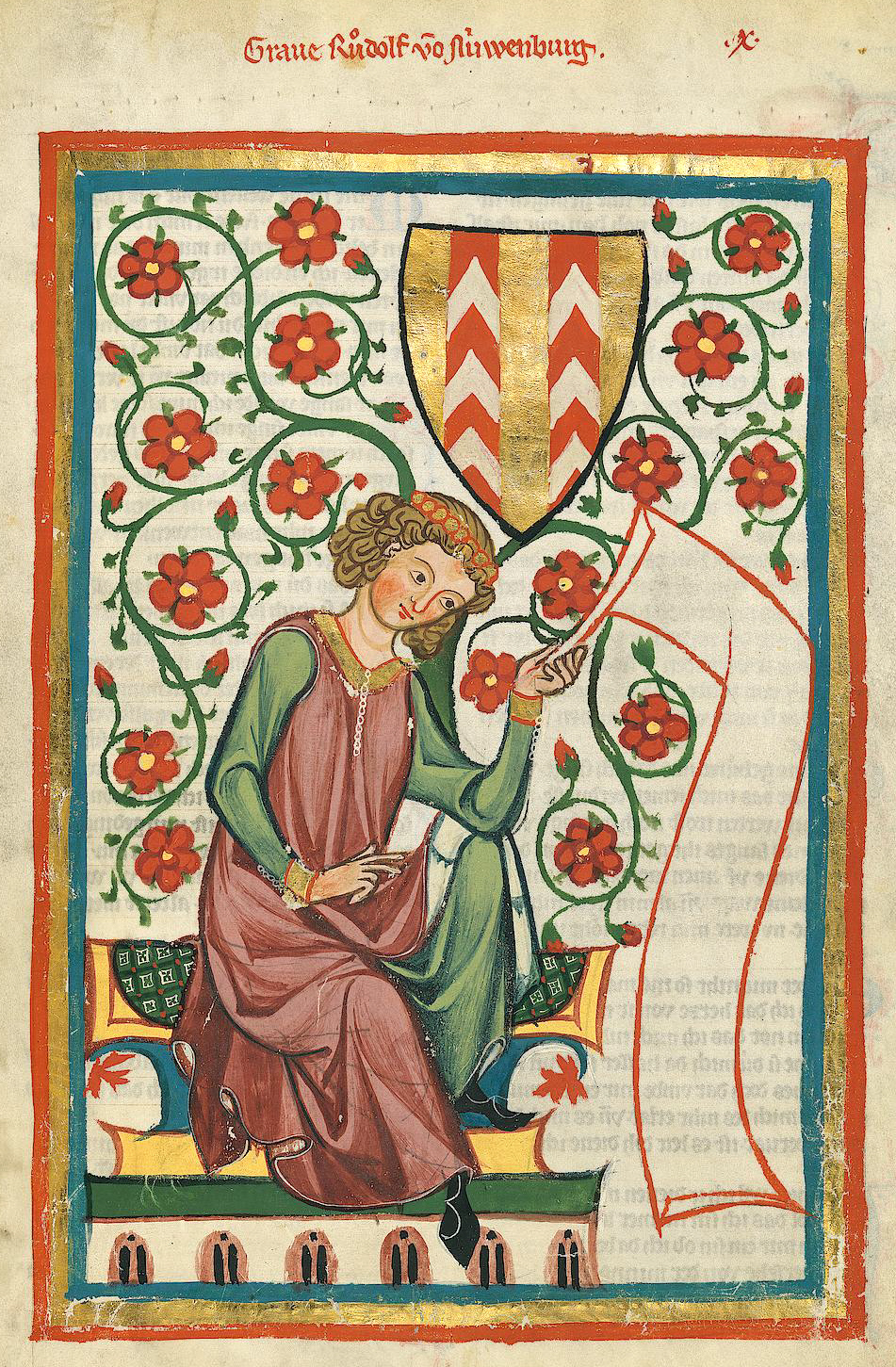
Graf Rudolf von Neuenburg (Codex Manesse, 14. Jahrhundert)

Graf Rudolf II. von Neuenburg oder auch Rudolf von Fenis († vor 30. August 1196) aus dem Geschlecht der Grafen von Neuenburg war ein Minnesänger des 12. Jahrhunderts.
Die Stammburg des Rudolf von Neuenburg steht in Neuenburg zwischen dem Neuenburger und Bielersee und ist bezeugt seit 1181. Rudolf von Neuenburg ist jung vor dem 30. August 1196 gestorben. Bischof Berthold von Neuenburg war ein Bruder von Rudolf. Rudolf hatte einen Sohn, Berthold, der den älteren Zweig des Hauses Neuenburg weiterführte. 
Seiner teilweise französischsprachigen Heimat gemäß dichtete er nach den Vorbildern des Folquet de Marselha und Peire Vidal, aber in mittelhochdeutscher Sprache.